# 電池

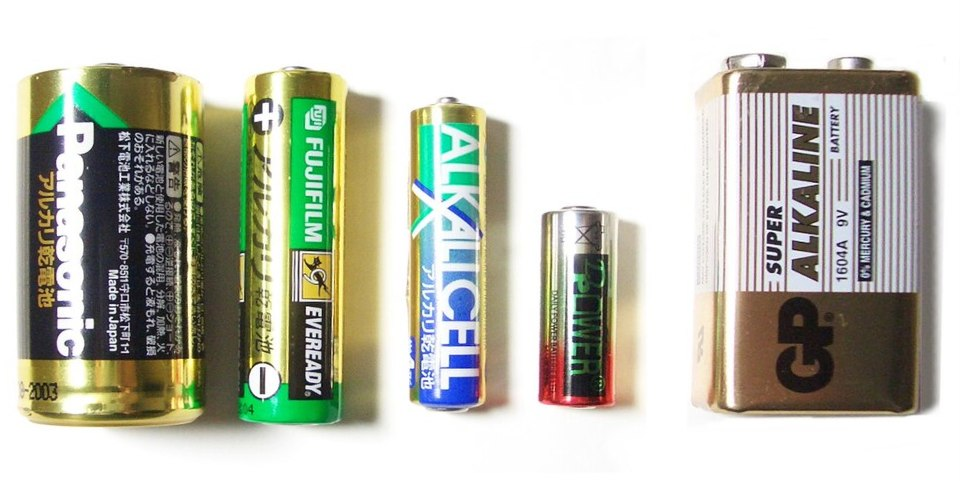
アルカリマンガン乾電池

電池（でんち）は、光や熱、化学反応などのエネルギーを、電気に変換する装置である。化学反応によって電気を作る「化学電池」と、熱や光といった物理エネルギーから電気を作る「物理電池」の2種類に大別される。

## 化学電池
「化学電池」は、物質自身が持つ化学的なエネルギーを化学反応によって直流の電力に変換する電池である。以下に化学電池の分類を示す。

### 一次電池
一次電池は、放電と呼ばれる化学エネルギーを電気エネルギーに一方向に変換することのみが一度だけ可能な電池である。一次電池の内、電解質を不織布（セパレーター）に染み込ませるなどの処理をして固体化したものは、一般に乾電池と呼ばれる。電池残量計測器ではかれる物もある。
- マンガン乾電池
- アルカリマンガン乾電池
- ニッケル系一次電池
- オキシライド乾電池→パナソニック（旧松下電器産業）の商品名で、ニッケルマンガン電池に含まれる
- 酸化銀電池
- 水銀電池
- 空気亜鉛電池
- リチウム電池
- 海水電池
- レモン電池

### 二次電池

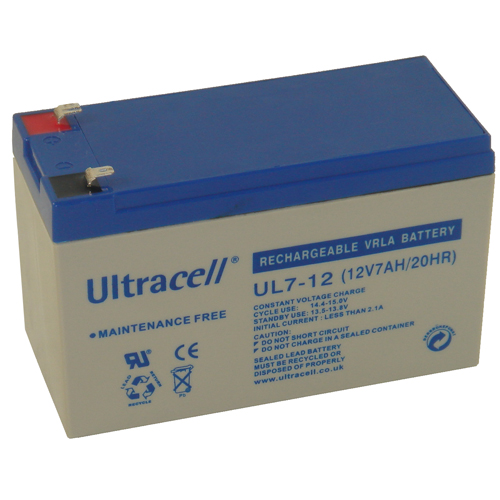
12V鉛蓄電池

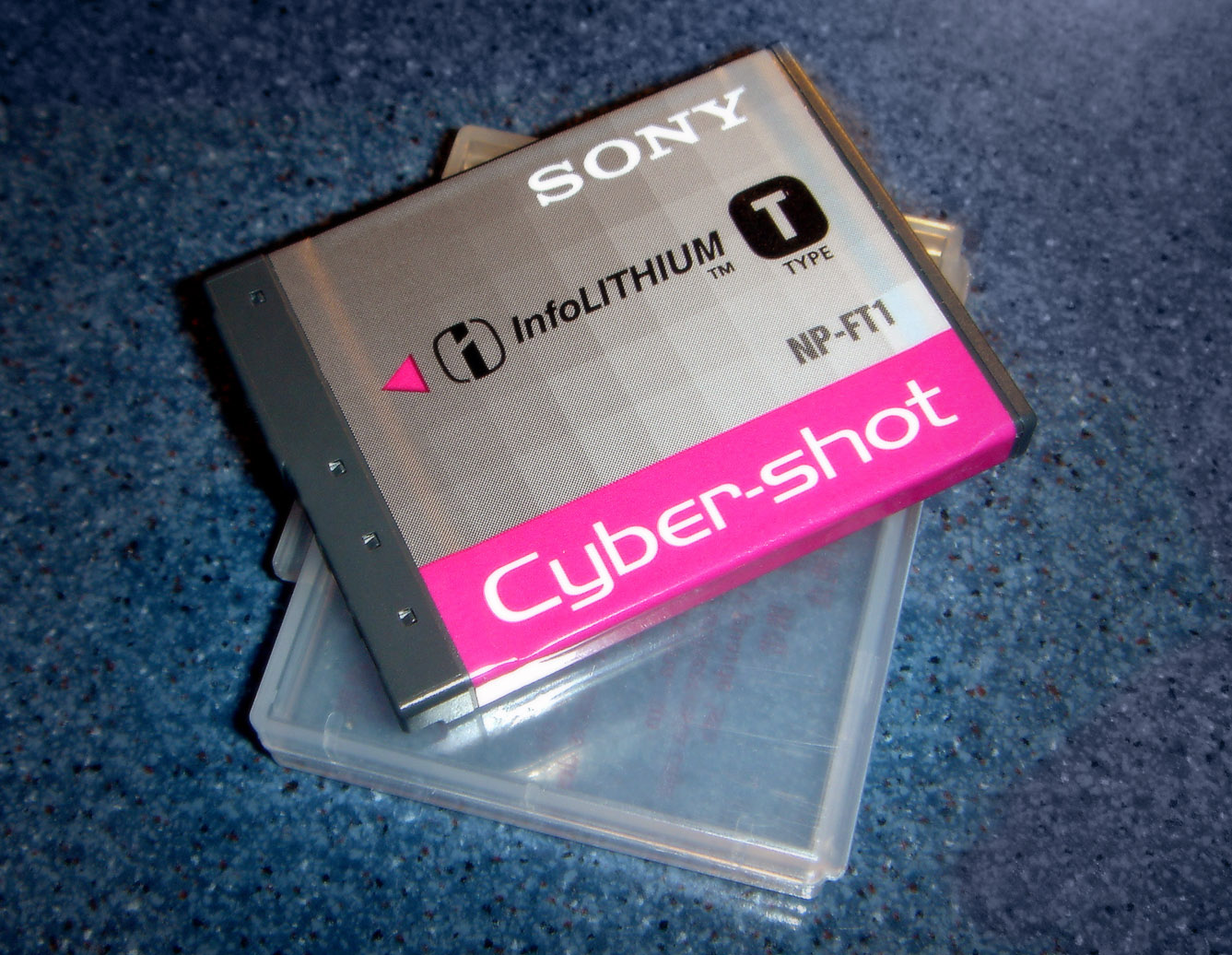
デジタルカメラ用リチウムイオン二次電池

二次電池は、放電過程では内部の化学エネルギーが電気エネルギーに変換されるが、放電時とは逆方向に電流を流すことで、電気エネルギーを化学エネルギーに変換して「充電」という蓄積が可能な電池であり、一般には「蓄電池」や「充電式電池」と呼ばれる。
- 鉛蓄電池
- リチウムイオン二次電池
- ニッケル・水素充電池
- ニッケル・カドミウム蓄電池
- ナトリウム・硫黄電池
- ニッケル・亜鉛電池
- 酸化銀電池
- レドックス・フロー電池
- 全固体電池

### 燃料電池
燃料電池は、メタノールや天然ガス、水素などの燃料から触媒を用いて発電を行う発電装置である。反応に高温を必要とするものが多い。使用する電解質や燃料の種類により以下の5種類に分類される。
- リン酸形燃料電池 (PAFC)：電解質にリン酸を用いるもの。100℃-1,000℃の中温域で使用する
- 固体高分子形燃料電池 (PEFC)：電解質に水を含む高分子を用いるもの。100℃付近の低温域で使用する
- 溶融炭酸塩形燃料電池 (MCFC)：電解質に溶融したアルカリ金属の炭酸塩を用いるもの。100℃-1,000℃の中温域で使用する
- 固体酸化物形燃料電池 (SOFC) ：電解質に酸素イオン伝導性のセラミックスを用いるもの。1,000℃付近の高温域で使用する
- 直接メタノール型燃料電池 (DMFC) ：燃料にメタノールを使用する。

### 生物電池
生物活動の結果得られる化学エネルギーを利用した電池。バイオ電池。

## 化学電池の基本構成
化学電池の中でも一次電池と二次電池では共通する基本構成を持っている。また、燃料電池についても概略においては化学電池と共通する部分が多い。生物電池はこれらとはまったく異なる。
電極／活物質
電池は直流電力を生み出し、その電流の取出口として「正極」「負極」の2つの電極がある。電位の高い方が正極であり、電位の低い方が負極である。電池では正極側で還元反応が起こり、負極側で酸化反応が起こる。還元反応が起こる正極を「カソード」と呼び、酸化反応が起こる負極を「アノード」と呼ぶ。電極は「集電体」とも呼ばれる。また、「活物質」は電池反応の中心的役割を担い、電子を送り出し受け取る酸化／還元反応を行う物質である。実際には活物質だけでなく活物質の凝集を防ぎ分散させるための分散剤や電解液と良好に接触させる濡れ性を維持するためのレベリング剤に導電性を向上させる導電助剤やバインダーと呼ばれる結着材が混合されてスラリーとなったペースト状のものが用いられ、これは「合材」や「合剤」「ミクスチャー」とも呼ばれる。電極には電気伝導率が高く、活物質や電解液に対して化学的に安定であることが求められる。活物質には化学当量の小さなものが望まれる。出力される電圧は2つの電極電圧の差が主要な要素であるため、正極側の活物質は電極電位が高い方が良く、負極側の活物質は電極電位が低い方が良い。単純な構造の電池の中には電極が活物質を兼ねているものがある。
電解質
「電解質」はイオン導電性が高いものが求められ、電解質が電気分解されない電圧である「電位窓」も広い方が良い。活物質などに対して化学的に安定であることも求められ、生物毒性や発火性も無いことが望まれる。電池の電解質は電解液と呼ばれる液体のものが多いが、固体の固体電解質もある。
セパレータ
「セパレータ」は「隔膜」とも呼ばれ、正極と負極を分離する機能を担っている。熱や応力に対する耐久力と同時に電池内の他の物質に対しても化学的にも安定でありながら、電解液中のイオンの移動を妨げないように多孔質で薄い膜が求められる。
容器
「容器」は電池の外形を成し、電極／活物質、電解液、セパレータといった内部の構成物質を収めて閉じ込める役割をする。力学的に丈夫で耐薬品性に優れた素材が求められる。
上記の要素全般は、安価で軽量、加工性・生産性が良く、環境汚染を起こさないリサイクルに向いた材料が求められる。

### 標準電極電位
化学電池は2つの電極の活物質の電位差によって起電力が生じる。各々の活物質はその物質の濃度や温度などで電極電位が変わるが、標準的な状態での電極電位はそれぞれ一定の値であることが知られている。標準的な状態での電極電位を下表で示す。標準的な状態とは25℃での活量1での値となる。活量が1とは、物質の濃度を示しており、固体と液体はそのまま全量、気体は1気圧であり、溶質はモル濃度が活量にあたる。濃度や温度による電極電位の変動量はネルンストの式によって算出できる。
| 負極        | 電極電位（V） |  | 正極          | 電極電位（V） |
| ----------- | ------------- |  | ------------- | ------------- |
| Li+/Li      | -3.040        |  | Cu2+/Cu       | 0.347         |
| Zn2+/Zn     | -0.763        |  | Fe3+/Fe2+     | 0.771         |
| Cd2+/Cd     | -0.403        |  | Br3-/Br-      | 1.087         |
| Pb2+/Pb     | -0.126        |  | O2/H2O        | 1.229         |
| CdSO4/Pb    | -0.355        |  | Ce4+/Se3+     | 1.61          |
| H+/H2       | -0.000        |  | PbO2/PbSO4    | 1.685         |
| H2SO3/CH3OH | 0.044         |  | MnO2/MnOOH    | 0.15          |
| ZnSO22-/Zn  | -1.22         |  | Ag2O/Ag       | 0.342         |
| H2/OH-      | -0.828        |  | O2/OH-        | 0.342         |
| Cd(OH)2/Cd  | -0.825        |  | NiOOH/Ni(OH)2 | 0.49          |

## 化学電池の性能

### 電圧
電池に何も接続されていない状態での端子電圧が「起電力」であり、電池が外部の回路に接続されて電流が流れると起電力より端子電圧が低くなる。この現象が「分極」であり、低くなった分の電圧は「過電圧」と呼ばれる。過電圧は内部抵抗とも呼ばれ、流れる電流に応じて増大することで端子電圧は低下する。過電圧は以下の3つから構成される。
- 過電圧
  - 抵抗過電圧：イオンが電解質中を流れる時や電子が電極内を流れる時に生じる抵抗によるエネルギー
  - 活性化過電圧：反応物質と電解液との間での電子移動のために消費されるエネルギー
  - 濃度過電圧：反応物質が電極表面に移動するためや電極表面で生じた生成物質が電解液へ拡散するために消費されるエネルギー

電池の端子電圧は使用温度や接続先の抵抗値とそれによる電流値が不明であるため、仮に製造誤差などに起因する製品ごとのバラツキが無くても、厳密には起電力や過電圧は定まらないが、電池の使用環境を想定した上で目安として「公称電圧」を定めている。端子電圧は使用温度や流れる電流の他に、電池の残量によっても変化する。
主な電池の公称電圧
一次電池
- マンガン乾電池：1.5V
- アルカリマンガン乾電池：1.5V
- 酸化銀電池：1.55V
- 空気亜鉛電池：1.4V
- フッ化黒鉛リチウム一次電池：3V
- 塩化チオニルリチウム一次電池：3.6V

二次電池
- 鉛蓄電池：2.0V
- ニッケルカドミウム蓄電池：1.2V
- ニッケル水素蓄電池：1.2V
- 全固体電池 : 2.3V
- リチウムイオン蓄電池：3.7V
- コバルトチタンリチウム二次電池 : 3.0V

二次電池では一般に「充電電流」と「充電時間」が標準と急速のそれぞれに存在し、最大充電電圧も定められている。「最大充電電圧」を越えて充電しようとすると「過充電」となって電池が劣化したり最悪では破壊に至る危険性もある。
一次電池と二次電池では放電終止電圧も定められている。一般に「放電終止電圧」はその電圧に至った時点でそれ以上放電してはいけない電圧であり、放電終止電圧を越えてさらに放電状態を続ければ「過放電」となって電池が劣化したりする。

### 容量
電池が供給可能な電力の総量をその電池の「容量」と呼ぶ。基本的に電池の容量は活物質の種類と量に従い、「1グラム当量の物質が析出するのに要する電気量は、物質の種類によらず一定（＝ファラデー定数＝約96,500 C/mol）である」というファラデーの電気分解の法則によって決まる。グラム当量とは、1mol分の質量、つまり原子量の数に等しい数値を、1つの原子あたり反応に関与する電子の量、つまり原子価で割った値を指す。マンガンの例では、原子量が約54.9であり、電池で用いられる場合には原子価は一般に2価であるので、54.9／2＝27.45程度になる。同様に亜鉛では32.7ほどになる。これらのことから、マンガン27.45gや亜鉛32.7gを完全に電気分解すると約96,500クーロンの電荷が生じると計算される。
1クーロンとは、1秒間に1Aの電流が流れた時の電荷を指すため、96,500クーロンは１時間が3600秒にあたることから、これで割ると 26.8Aになる。電池内での化学反応は電気分解の逆であるが、電荷量は正負が反転する他は同様の計算が用いられ、このように活物質の種類と量に応じて容量の限界値が定まる。また、化学反応は常に理想的な状態下で全ての反応が行われるとは限らず、実際は反応せずに残る物質もあるなど計算上の能力と差異が生じる。電池の容量は、1時間で放電し使い切ってしまう場合を想定した電流量で表示されることが一般的であり、「Ah」や「mAh」という単位が用いられる。720mAhと表記されている電池なら、720mAの電流を1時間、360mAを2時間程度持続することが期待できる。
主な活物質の重量当りと体積当りの容量を以下に示す。一般に電池は軽量で容量も小さい方が望ましく、重量当りや体積当りの容量は電池の性能の指標として重要である。
| 負極          | 容量     | 容量       |
| 負極          | 〔Ah/g〕 | 〔Ah/cm3〕 |
| ------------- | -------- | ---------- |
| Li（固体）    | 3.86     | 2.06       |
| Al（固体）    | 2.98     | 8.06       |
| Na（固体）    | 1.17     | 1.08       |
| Fe（固体）    | 0.96     | 7.52       |
| Zn（固体）    | 0.82     | 5.85       |
| Cd（固体）    | 0.48     | 4.12       |
| Pb（固体）    | 0.26     | 2.93       |
| CH3OH（液体） | 5.02     | 3.97       |
| H2（気体）    | 26.3     | 0.00216    |

| 正極                | 容量     | 容量       |
| 正極                | 〔Ah/g〕 | 〔Ah/cm3〕 |
| ------------------- | -------- | ---------- |
| (CF)n（固体）       | 0.86     | 2.56       |
| Ag2O（固体）        | 0.43     | 3.24       |
| MnO2（固体）        | 0.31     | 1.55       |
| NiOOH(固体）        | 0.29     | 2.03       |
| Li(0-1)CoO2(固体）  | 0.27     | 2.89       |
| PbO2(固体）         | 0.22     | 2.10       |
| Li(0-1)Mn2O2(固体） | 0.15     | 0.74       |
| SOCl2(液体）        | 0.60     | 0.98       |
| O2(気体）           | 3.36     | 0.00439    |

### エネルギー密度
電池のエネルギー密度には「重量エネルギー密度」と「体積エネルギー密度」の2つがある。
ここでのエネルギーは〔Wh〕や〔J〕で表現されることが多く、電池のエネルギー密度は一般に〔Wh/kg〕や〔Wh/L〕で表される。実際の電池のエネルギー密度は活物質以外の構成要素も含まれることもあり、活物質だけの計算値の20-40%程度の値になる。
| 負極    | 電極電位（V） |  | 正極      | 電極電位（V） |
| ------- | ------------- |  | --------- | ------------- |
| Li+/Li  | -3.040        |  | Cu2+/Cu   | 0.347         |
| Zn2+/Zn | -0.763        |  | Fe3+/Fe2+ | 0.771         |

### 放電特性
大電流放電特性

### 物理特性
重量・容積

### その他
使用温度範囲、耐漏液性、保存性、サイクル寿命

## 物理電池
「物理電池」とは、光や熱などの物理的なエネルギーを電気エネルギーに変換する電池である。
以下に物理電池の分類を示す。

### 揚水発電
「揚水発電」は、位置エネルギーを利用した蓄電方法であり、高低差の違う2箇所の大型貯水池を利用して、送水時に発生する運動エネルギーを電力に変える蓄電方法である。

### 太陽電池
「太陽電池」は、光エネルギーを直接、電気エネルギーに変換する電池であり「光電池」とも呼ばれる。

### 熱電池
「熱電池」は、熱エネルギーを直接、電気エネルギーに変換する電池である。

### 原子力電池
「原子力電池」とは、放射性同位体が放射性崩壊を起こす際に発生する原子力エネルギーを電気エネルギーに変換する電池である。

## 歴史

### 世界
- 紀元前250年頃 イラクでバグダッド電池が製作される（電池ではないとする説もある）[3]。
- 1749年 ベンジャミン・フランクリン、ライデン瓶を連結させた蓄電器を開発し、バッテリー（Battery）と名付ける。
- 1780年代 ルイージ・ガルヴァーニ（イタリア）、カエルの解剖体から起電力を得られることを発見（ガルヴァーニ電気）。
- 1794年 アレッサンドロ・ボルタ（イタリア）、ガルヴァーニの報告を基にボルタ電堆を発明。
- 1800年 ボルタがボルタ電堆を改良し、ボルタ電池を発明。最初の化学電池（ガルバニ電池）と呼ばれる。
- 1802年 物理学者ヨハン・ウィルヘルム・リッター（ドイツ）、小型一次電池を発明。
- 1812年 ジュゼッペ・ザンボーニ（イタリア）、ザンボニー電池を発明。
- 1836年 ジョン・フレデリック・ダニエル、ボルタ電池を改良したダニエル電池を発明。
- 1866年 ジョルジュ・ルクランシェ（フランス）、ルクランシェ電池を発明。乾電池（マンガン乾電池）の原型。
- 1887年 カール・ガスナー（ドイツ語版、英語版）（ドイツ）、乾電池の特許を取得。
- 1899年 ヴァルデマル・ユングネル（スウェーデン語版、英語版）（スウェーデン）、ニッケル・カドミウム蓄電池を発明。
- 1900年 トーマス・エジソン（米国）、ニッケル・鉄蓄電池を発明。
- 1959年 エバレディ (Eveready)（米国）、アルカリ乾電池を開発。
- 1985年 ジョン・グッドイナフ（米国）、ラシド・ヤザミ（フランス）、吉野彰（日本）、リチウムイオン電池を発明。
- 2010年代以降 全固体電池の開発競争

### 日本
- 1849年（嘉永2年） 佐久間象山がオランダのショメール百科全書を参考にして電信実験の為にダニエル電池を作成。これが日本初の電池となった。
- 1854年（安政元年） マシュー・ペリーが2度目の渡日の際、将軍への献上品としてボルタ電池4箱を持ち込んだ。
- 1887年（明治20年） 屋井先蔵が乾電池を作る[注釈 5]。

## 名称
一次電池と二次電池
一次電池 (primary cell) と二次電池 (secondary cell) の「一次」「二次」は電池の使用開始時における操作に由来する。すなわち、一次電池は電極構成材料を組み上げた時点で、両極間に起電力が発生するため、すぐに電池として利用することができる。しかしながら、二次電池は両極の構成材料の電位差が低く、外部から充電を行うことによって初めて使用可能な起電力を生じさせることが一般的である。電池が発明された当初は安定な直流電源を使用することが難しく、一次電池を用いて二次電池を充電していた。従って「すぐに使える電池＝一次電池」に対して「充電してから使える電池＝二次電池」となった。
電池
日本語の｢電池」は「電気」の｢池｣であるが、必ずしも電気を蓄えていなくても｢電池｣という名称が使われている。
組電池
「パック電池」とも呼ばれ、単電池をニッケルのような金属板と熱収縮フィルムで固定したもの。

## 方言
方言で懐中電灯の事を電池、棒電池と呼ぶ。